# Juan Esposito-Garcia
Juan Rafael Esposito-Garcia (San Luis, 10 de enero de 1974) es un abogado y eclesiástico católico argentino afincado en Estados Unidos. Es el actual obispo auxiliar de Washington, desde diciembre de 2022.

## Biografía
Juan Rafael nació el 10 de enero de 1974, en la ciudad argentina de San Luis.
Realizó su formación primaria y secundaria en el Instituto Santo Tomás de Aquino, de su ciudad natal (1980-1991).
Asistió al Seminario San Michael en Argentina de 1998 al 2000.
Estudió en la Universidad Católica de Cuyo en San Luis, donde recibió su título de abogado en 2003.
Completó sus estudios de eclesiásticos en el Mount St. Mary's Seminary en Emmitsburg, Maryland, en 2008, obteniendo una maestría en Divinidad y una maestría en Artes en Teología moral.
En 2011, obtuvo la licenciatura en Derecho canónico por la Universidad Católica de América, con la obra The right and obligation of parents to educate their children in the faith ("El derecho y la obligación de los padres de educar a sus hijos en la fe").
Tras realizar estudios, en 2016 obtuvo el doctorado en Derecho canónico de la Universidad Católica de América, con el trabajo The declaration of absence of the respondent in marriage nullity trials. A strategy for dealing with the obstructive respondent? ("La declaración de ausencia del oponente en el proceso de nulidad matrimonial. ¿Una estrategia para enfrentar al oponente disruptivo?").
Es políglota, ya que habla inglés, español e italiano.

### Sacerdocio
Su ordenación sacerdotal fue el 14 de junio de 2008, a manos del arzobispo Donald Wuerl.
Como sacerdote desempeñó los siguientes ministerios:
- Vicario parroquial de Shrine of St. Jude en Rockville, Maryland (2008-2010).[1]
- Vicario parroquial de St. Mark the Evangelist en Hyattsville, Maryland (2010-2012).
- Administrador parroquial de Little Flower Parish en Bethesda, Maryland (2013).
- Administrador parroquial de Ascension Catholic Church, en Bowie, Maryland (2014).
- Maestro del Programa Arquidiocesano de Preparación Matrimonial (2010-2015).
- Miembro del Comité de Admisión de Seminaristas (2012-2017).[1]
- Miembro del Consejo Teológico Arquidiocesano (2013-2015).
- Miembro del Consejo de Derecho Canónico del Sínodo Diocesano (2013-2014).
- Profesor adjunto de Derecho canónico y director espiritual en Mount St. Mary's Seminary en Emmitsburg, Maryland (2014-2017).
- Juez del Tribunal Eclesiástico, Vicario Judicial adjunto y Vicario Judicial de la arquidiócesis de Washington (2011-2017).[3]
- Oficial del Dicasterio para los Obispos (congregación hasta 2022), desde 2018.

En 2020, el papa Francisco le concedió la dignidad de Capellán de Su Santidad, que lleva anexo el tratamiento de monseñor.

### Episcopado
El 19 de diciembre de 2022, el papa Francisco lo nombró obispo titular de Tabla y obispo auxiliar de Washington. Fue consagrado el 21 de febrero de 2023, en la Catedral de Washington, a manos del cardenal-arzobispo Wilton Daniel Gregory.

## Publicaciones
- Esposito-Garcia, J. (2011).  Catholic University of America, ed. The right and obligation of parents to educate their children in the faith [El derecho y la obligación de los padres de educar a sus hijos en la fe] (en inglés). Washington, D.C. OCLC 877013356.
- Esposito-Garcia, J. (2016).  Catholic University of America, ed. The declaration of absence of the respondent in marriage nullity trials. A strategy for dealing with the obstructive respondent? [La declaración de ausencia del oponente en el proceso de nulidad matrimonial. ¿Una estrategia para enfrentar al oponente disruptivo?] (en inglés). Washington, D.C. OCLC 958303913.